# Bonarda

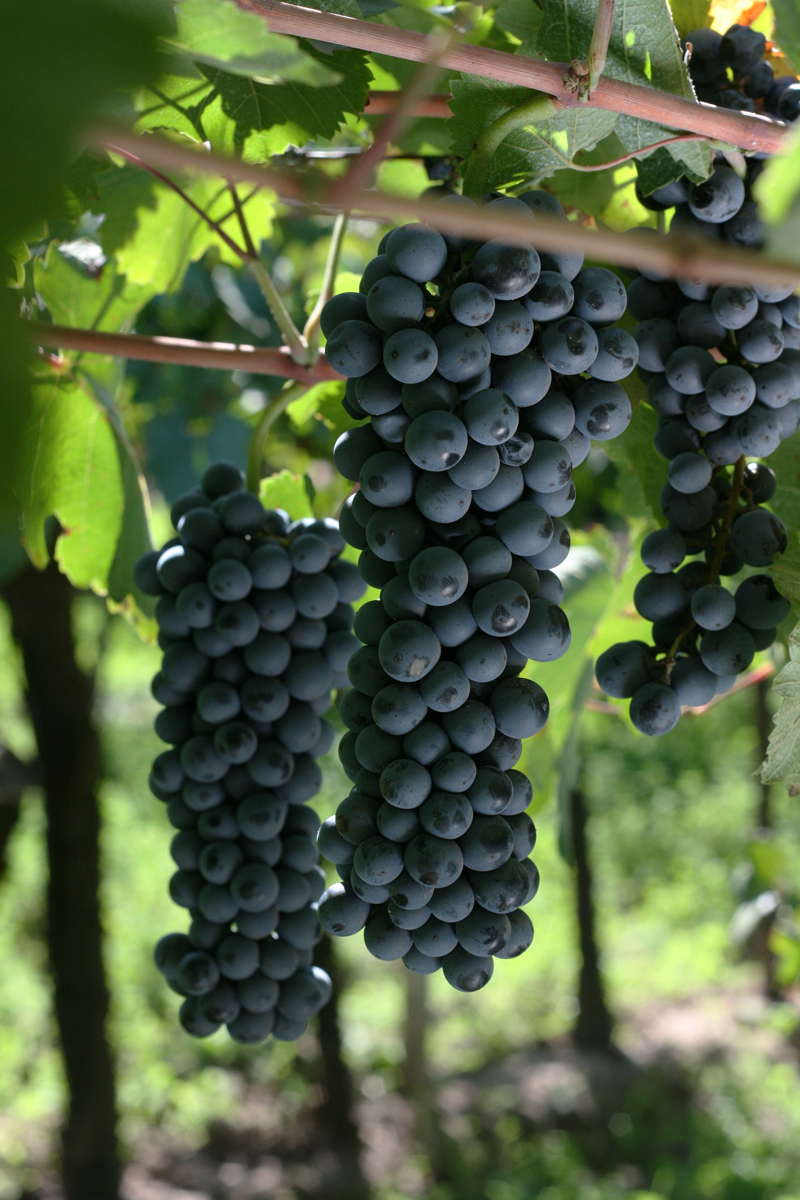
Racimos de bonarda en Argentina.

La bonarda es una uva de vino tinto italiana que ha crecido históricamente en la región francesa de Saboya, al noroeste de Italia, pero que hoy es más abundante en Argentina. La primera mención de esta uva data de cuando los etruscos la plantaron por primera vez hace 3000 años en la región de Padania. A comienzos del siglo XIX y a finales de ese mismo siglo fue la uva tinta más ampliamente plantada en el este de Francia, país donde es conocida como douce noir.
La uva es conocida en California como charbono. En California, esta vid se produce en cantidades muy limitadas, siendo considerada un "vino de culto" por la escasez y la devoción de sus conocedores. En cualquier caso, los agricultores como Jim Summers, de la bodega Summers Estate del valle de Napa, describen a la variedad como "el Rodney Dagerfield del vino" y apuntan a que es una variedad difícil de vender.

## Historia y orígenes

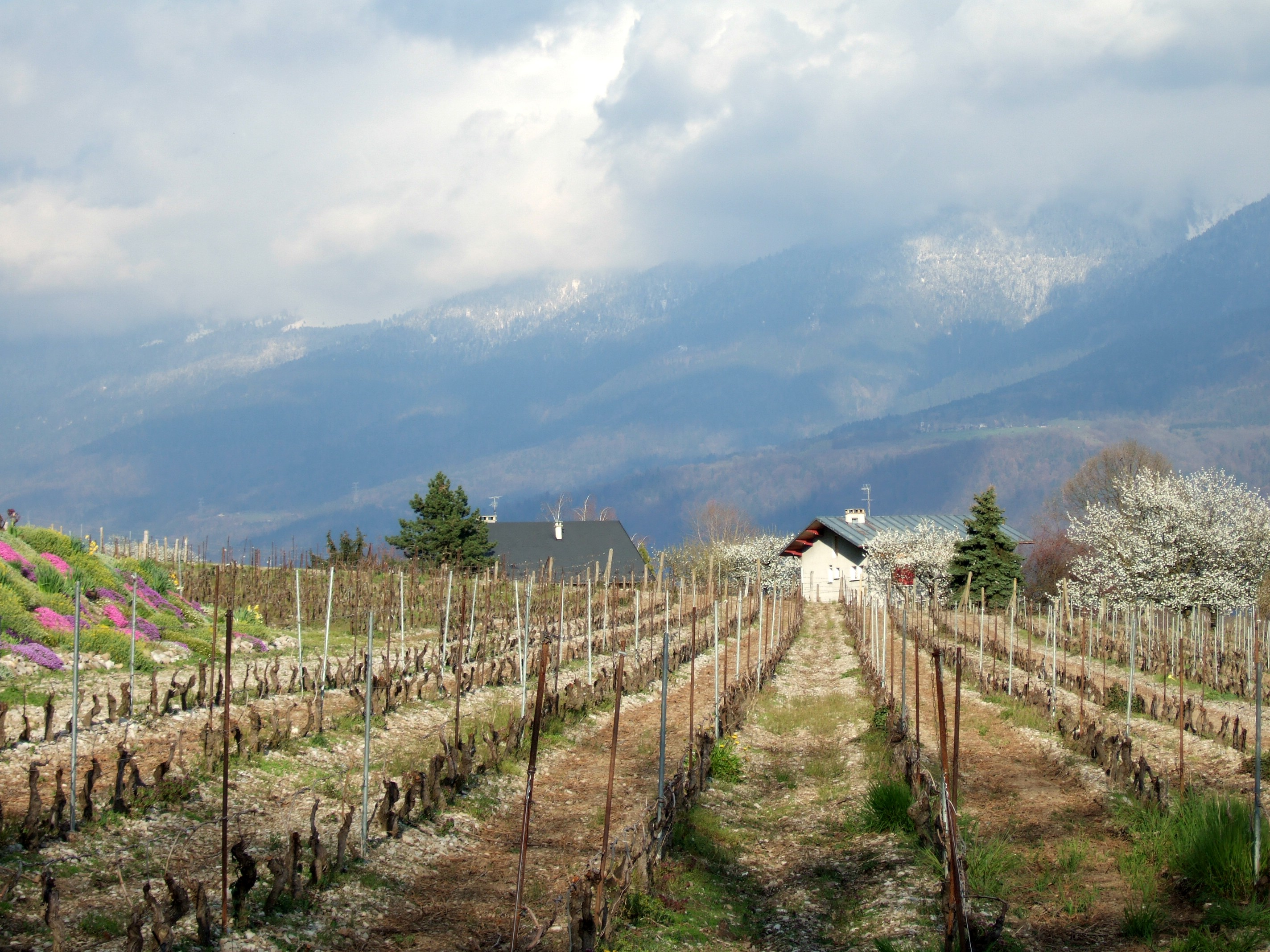
Viñedos en Saboya, de donde la douce noir parece ser originaria.

Algunos de los primeros sinónimos han sido douce noir, plant de Turín y Turín, lo que ha sugerido que la uva se originase en la región vinícola de Piamonte de Italia. El nombre francés douce noir significa "dulce negro" en español y es similar al nombre de una uva piamontesa, la dolcetto nero, lo que sugiere que la uva tuvo su origen allí. Esta hipótesis, así como cualquier relación con la dolcetto, pudo ser desechada en el siglo XXI con los análisis de ADN, y hoy los ampelógrafos creen que la uva puede ser originaria de Saboya.
En Saboya, la primera mención de la vairedad data de una carta escrita el 24 de noviembre de 1803 por el alcalde de Saint-Pierre-d'Albigny al prefecto de Saboya describiendo las variedades de uvas que crecían en su comuna. Otro documento muestra que la douce noir fue también ampliamente plantada en las comunas de Arbin y Montmélian y que a finales del siglo XIX era la uva tinta más ampliamente plantada de Saboya.
La douce noir se ha encontrado también fuera de Saboya, sobre todo en el Jura, donde la uva fue conocida como corbeau, que significa "cuervo", lo que puede ser una referencia al color casi negro del vino que la douce noir puede producir.

### Descubrimiento de otras plantaciones
Aunque las plantaciones de bonarda en Europa lindan con Italia y Francia, las investigaciones del ADN de variedades de uva en otras regiones vinícolas han revelado que esta uva está más extendida de lo que originalmente se creía.
En el año 2000, el análisis de ADN reveló que la uva llamada turca que crece en la región vinícola del Véneto desde principios del siglo XXI era realmente la bonarda. Esto llegó después del descubrimiento de que la uva de vino charbono de California, introducida en el valle de Napa como si fuera barbera por inmigrantes italianos a comienzos del siglo XIX, era también la bonarda. Investigaciones recientes confirmaron en 2008 que la bonarda argentina era la douce noir de Saboya. Es la segunda uva tinta más plantada en Argentina, después de la malbec.

## Viticultura y relación con otras uvas

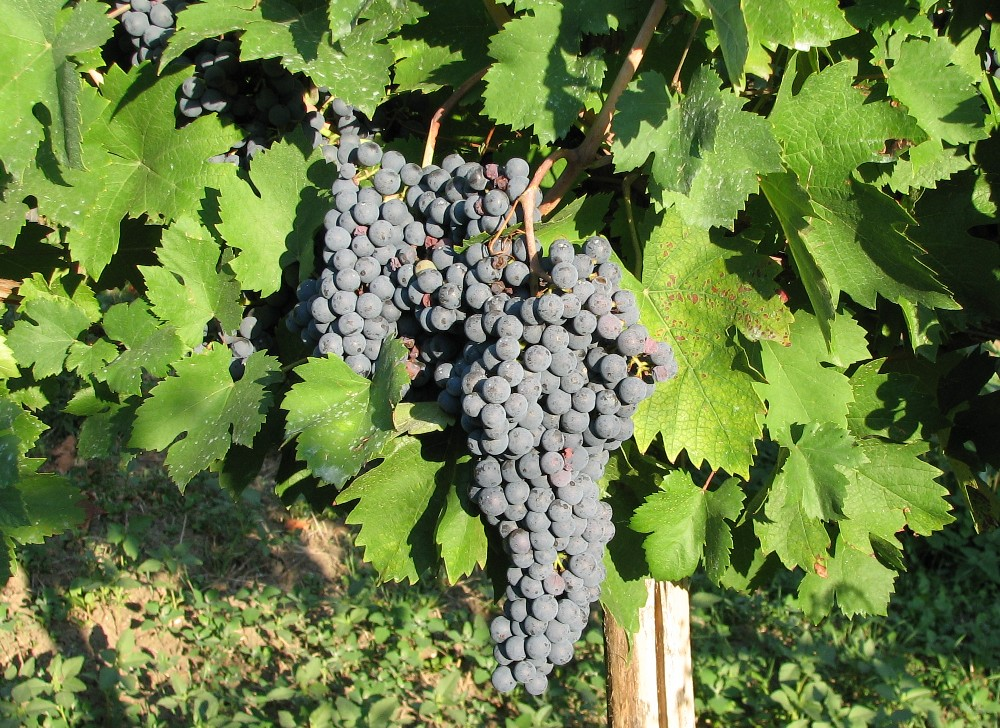
El perfil de ADN ha mostrado que la douce noir, que es conocida como bonarda en Argentina, no está relacionada con la variedad italiana croatina (en la foto), que también es conocida como bonarda.

La bonarda es una variedad de maduración tardía que es a menudo cosechada después de la cabernet sauvignon.
Con objeto de extender la estación de crecimiento, algunos viticultores la podan en enero para favorecer el brote temprano. La uva tiene una piel muy fina y una cantidad alta de compuestos fenólicos. Requiere calor para la madurez, pero con una calidez excesiva corre el riesgo de crear un "sabor a cocinado" en los vinos resultantes. Los agricultores de California han descubierto que lo más apropiado para los viñedos de charbono son los climas cálidos con variaciones significativas de las temperaturas diurnas, partiendo de una caída de las temperaturas durante la noche.
En California, hay viñedos donde las uvas tienen ya unos 70 años. Algunas de esas vides han desarrollado varias enfermedades virales de la uva, y los productores las han replantado con nuevos clones y esquejes. Los rendimientos de muchas de estas plantaciones antiguas a menudo rondan los 47 o 57 hectolitros por hectárea, mientras que las plantaciones más jóvenes pueden producir de 114 a 152 hl/ha.
A pesar de compartir algunos sinónimos y ser a menudo confundida con otras, la bonarda no tiene relación conocida con las uvas piamontesas dolcetto y bonarda piamontesa o con alguna de las otras uvas italianas que tienen "bonarda" como un sinónimo, como la croatina y la uva rara. Tampoco se conoce relación con la douce noire grise, una antigua variedad francesa que, según el ampelógrafo Pierre Galet, ya no se cultiva.

## Regiones vinícolas
Hoy la bonarda se encuentra más a menudo en el Nuevo Mundo, en California y Argentina. En 2007 había solamente 2 hectáreas productivas de bonarda, la mayor parte en Saboya y el Jura, donde es mezclada con la persán. Un productor realiza un estilo varietal bajo la designación "Vin de Pays d'Allobrogie".
En Argentina, las 18,759 hectáreas de bonarda la convierten en la segunda uva tinta más plantada del país después de la malbec, y representa el 8% de los viñedos del país. La inmensa mayoría de las plantaciones están en la región vinícola de Mendoza, pero hay plantaciones significativas de esta variedad asimismo en La Rioja argentina y en la provincia de San Juan. Aquí la uva es usada para la mezcla (algunas veces con malbec o con cabernet sauvignon) pero igualmente para realizar un vino varietal que, según la experta en vinos Jancis Robinson, tiene potencial para tener una alta calidad.

### Charbono de California
En California, donde la uva es conocida como charbono, la variedad tiene una larga historia en el Napa Valley, donde es una importante variedad para los productores, como Inglenook y Parducci, aunque hasta la década de 1930 muchas veces fue erróneamente etiquetada como barbera o como pinot noir.
Inglenook ganó algunos concursos de vinos con la variedad elaborada con barbera, y Parducci podría haber mezclado a menudo la charbono con plantaciones de verdadera pinot noir. No fue hasta las investigaciones de la Universidad de California en Davis, de Harold Olmo y, posteriormente, de Albert Winkler, que se confirmó que varias de estas plantaciones de barbera y pinot noir eran, de hecho, de charbono. Inglenook lanzó su primer vino varietal de charbono en 1941. En 1991, Carole Meredith, también de la UC-Davis, pudo relacionar a la charbono con la bonarda.
En 2008, había 36 hectáreas de charbono, suponiendo la mitad de las plantaciones del valle de Napa, sobre todo de la cálida zona AVA Calistoga. Se pueden encontrar otras plantaciones en otras AVA, como las de Monterey, Madera, Mendocino Lodi, Dos Ríos, Sierra Foothills y Mout Veeder.
Mientras que se usa algunas veces como variedad de mezcla, la uva ha sido sobre todo empleada para hacer vinos varietales o como componente mayoritario de otros vinos de Heitz Wine Cellars, Turley Wine Cellars, Castoro Cellars, Pear Valley Vineyards Robert Foley y Bonney Doon Vineyard.

## Estilos

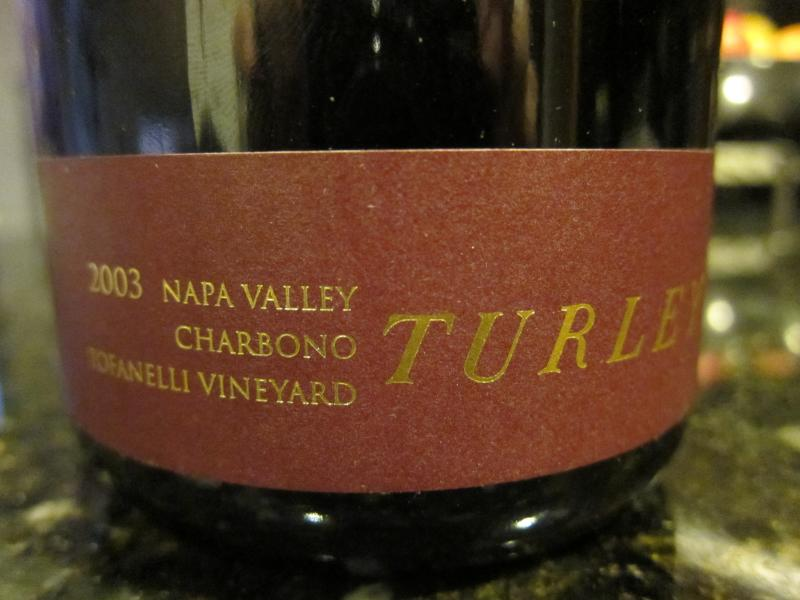
Vino californiano del valle de Napa elaborado a partir de uvas Charbono

En Francia e Italia, la bonarda es usada a menudo como una uva de mezcla, contribuyendo al paladar medio del vino. En California, la uva es a menudo usada para vino varietal. Allí, muchos de las vides de charbono plantadas son muy antiguas y producen un vino muy denso, de cuerpo medio o completo y con un intenso color púrpura oscuro, así como con una acidez moderada. Los vinos tienen, a menudo, aromas a frutos negros y ciruelas y notas de sabores que pueden ir del cuero al alquitrán en función de la edad del vino. Los ejemplos bien realizados de vinos antiguos pueden haber pasado en la botella de 10 a 20 años.
En Argentina, los ejemplos de vinos varietales de bonarda son similares y se caracterizan por un profundo color púrpura con notas de grosella negra, hinojo, cereza e higos secos. El experto en vinos Oz Clarke apunta que la uva necesita una larga estación de crecimiento y tiempo para madurar completamente o el vino tendrá sabores verdes y herbáceos.
La bonarda tiende a tener niveles moderados de alcohol, que solo en raras ocasiones superan el 14%. En acompañamientos de comidas, los vinos de bonarda pueden ser buen acompañamiento de carnes, como el pollo, de quesos y de comida del mar que tenga salsas contundentes.

## Sinónimos
A lo largo de los años, la bonarda ha sido conocida bajo una variedad de sinónimos, incluyendo: douce noir (en Francia), alicantino, aleante, batiolin, bathiolin (en Albertville), blaue gansfuesser, bourdon noir, carbonneau, charbonneau (en el Jura), charbono (en California), corbeau (en los departamentos de Ain e Isère del Jura), cot merille, cot rouge merille, cote rouge, dolcetto grosso, dolutz, douce noire, folle noire de l'Ariege, grenoblois, korbo, mauvais noir, ocanette, picot rouge, plant de calarin, plant de Montmelion, plant de Savoie, plant de Turín (en el Jura), plant noir (en el departamento de Haute-Saboya), turca (en la región italiana de Trentino), turín (en el Jura) y turino.